# Canva
Canva är en mallredigeringsapp online för att skapa reklammaterial avsett för sociala medier.

## Bakgrund
Canva grundades i Perth av Melanie Perkins, Cliff Obrecht och Cameron Adams den 1 januari 2013. Canva samlade under sitt första år på sig över 750 000 användare. I april 2014 anslöt sig även Guy Kawasaki till företaget. Under räkenskapsåret 2016-17 ökade Canvas intäkter från 6.8 miljoner australiska dollar till 23.5 miljoner, med en förlust på $3.3 miljoner. Företaget blev lönsamt 2017, vid vilken tidpunkt Canva hade 294 000 betalande kunder. Canva fortsatte under de följande åren att öka i värde, och värderades 2022 till 26 miljarder USD. I mars 2022 hade Canva över 75 miljoner aktiva användare per månad.
Medgrundarna Perkins och Obrecht har sagt att de planerar att donera en stor del av sin gemensamma förmögenhet till olika filantropiska ändamål. 2023 figurerade paret på Australian Financial Review's AFR Rich List som bland de 10 rikaste personerna i Australien.
Företaget har meddelat att det avser att konkurrera med Google och Microsofts kontorsprogram med nya webbplats- och whiteboardprodukter.

### Dataintrång
I maj 2019 upplevde Canva ett dataintrång där data från ungefär 139 miljoner användare exponerades. Dessa uppgifter inkluderade personnamn, användarnamn, e-postadresser, geografisk information och lösenordshashar för vissa användare.  Canva kritiserades för dess första e-postmeddelande till dess användare efter intrånget, vilket begravde detaljerna under det som Australian Financial Review beskrev som "self-congratulatory marketing content". I januari 2020 dekrypterades och delades cirka 4 miljoner användarlösenord online. Canva återställde efter detta lösenorden för alla användare som inte hade ändrat sitt lösenord sedan det första intrånget.

## Källförteckning
1. ↑  Sarah Perez (26 augusti 2013). ”Backed By $3 Million In Funding, Canva Launches A Graphic Design Platform Anyone Can Use” (på amerikansk engelska). TechCrunch. https://techcrunch.com/2013/08/26/backed-by-3-million-in-funding-canva-launches-a-graphic-design-platform-anyone-can-use/. Läst 23 mars 2024.
2. ↑  ”Canva review: Free tool brings much-needed simplicity to design process” (på engelska). PCWorld. https://www.pcworld.com/article/449059/canva-review-free-tool-brings-much-needed-simplicity-to-design-process.html. Läst 23 mars 2024.
3. ↑  Erica Swallow. ”Canva Makes Great Design More Accessible” (på engelska). Forbes. https://www.forbes.com/sites/ericaswallow/2013/11/18/canva/. Läst 23 mars 2024.
4. ↑  Rebekah Campbell (15 september 2014). ”The Problem With Going Into Business With a Friend” (på engelska). You’re the Boss Blog. https://archive.nytimes.com/boss.blogs.nytimes.com/2014/09/15/the-problem-with-going-into-business-with-a-friend/. Läst 23 mars 2024.
5. ↑  Mishra, Pankaj (16 april 2014). ”Guy Kawasaki Joins Australian Design Startup Canva As Chief Evangelist” (på amerikansk engelska). TechCrunch. https://techcrunch.com/2014/04/16/guy-kawasaki-joins-australian-design-startup-canva-as-chief-evangelist/.
6. 1 2  Bonyhady, Nick (14 september 2022). ”Canva to go up against Microsoft and Google” (på engelska). The Sydney Morning Herald. https://www.smh.com.au/business/companies/canva-to-go-up-against-microsoft-and-google-20220914-p5bhy6.html.
7. ↑  Aziz, Afdhel. ”How Canva Is Being A Force For Good By Empowering The Whole World To Design” (på engelska). Forbes. https://www.forbes.com/sites/afdhelaziz/2022/03/31/how-canva-is-being-a-force-for-good-by-empowering-the-whole-world-to-design/.
8. ↑  ”Canva founders to give $16.5b fortune away” (på engelska). Australian Financial Review. 14 september 2021. https://www.afr.com/technology/canva-doubles-to-55b-valuation-after-fresh-raise-20210915-p58rq3.
9. ↑  ”The 200 richest people in Australia revealed” (på engelska). Australian Financial Review. 24 maj 2023. https://www.afr.com/rich-list/australia-s-10-richest-people-revealed-20230523-p5dapa.
10. ↑  ”Australian tech unicorn Canva suffers security breach” (på engelska). ZDNet. https://www.zdnet.com/article/australian-tech-unicorn-canva-suffers-security-breach/.
11. ↑  ”139 Million Users Hit in Canva Data Breach” (på engelska). Tom's Guide. https://www.tomsguide.com/us/canva-data-breach,news-30165.html.
12. ↑  ”Canva criticised after data breach exposed 139m user details” (på engelska). Australian Financial Review. 26 maj 2019. https://www.afr.com/technology/canva-criticised-after-data-breach-exposed-139m-user-details-20190526-p51r8i. Läst 23 mars 2024.
13. ↑  ”Canva Security Incident – May 24 FAQs”. Canva. https://www.canva.com/help/incident-may24/.